# Platystethus
Platystethus ist eine Gattung der Käfer aus der Familie der Kurzflügler (Staphylinidae) innerhalb der Unterfamilie Omaliinae. Sie kommt in Europa mit 17 Arten vor, 9 kommen davon auch in Mitteleuropa vor.

## Merkmale
Die Käfer sehen denen der Gattung Oxytelus sehr ähnlich. Sie haben jedoch auf den Tergiten am Hinterleib nur einfache, quere Basalfurchen, ihr Kopf ist meistens nur durch eine geritzte Querlinie vom Halsschild getrennt und ist nur selten abgeschnürt und die Oberseite des Körpers ist unbehaart. Letzteres unterscheidet die Gattung auch von Haploderus. Der Kopf der Männchen ist deutlich breiter als der der Weibchen und hat auch längere Schläfen. Er trägt beim Männchen häufig zwei Dornen.

## Vorkommen und Lebensweise
Die Tiere leben in Mist, von dem sich auch die Larven ernähren, oder im Schlamm am Ufer von Gewässern. 

## Arten (Europa)
- Platystethus alutaceus Thomson, 1861
- Platystethus brevipennis Baudi, 1857
- Platystethus burlei Brisout de Barneville, 1861
- Platystethus capito Heer, 1839
- Platystethus cornutus (Gravenhorst, 1802)
- Platystethus degener Mulsant & Rey, 1878
- Platystethus luzei Bernhauer, 1899
- Platystethus nitens (C. Sahlberg, 1832)
- Platystethus nodifrons Mannerheim, 1830
- Platystethus rufospinus Hochhuth, 1851
- Platystethus spinosus Erichson, 1840
- Platystethus volgensis Csiki, 1901
- Bedornter Kurzflügler (Platystethus arenarius) (Geoffroy, 1785)
- Platystethus laevis Märkel & Kiesenwetter, 1848
- Platystethus muelleri Scheerpeltz, 1955
- Platystethus oxytelinus Fauvel, 1875
- Platystethus rattus Gistel, 1857